# Brigitte Aubert

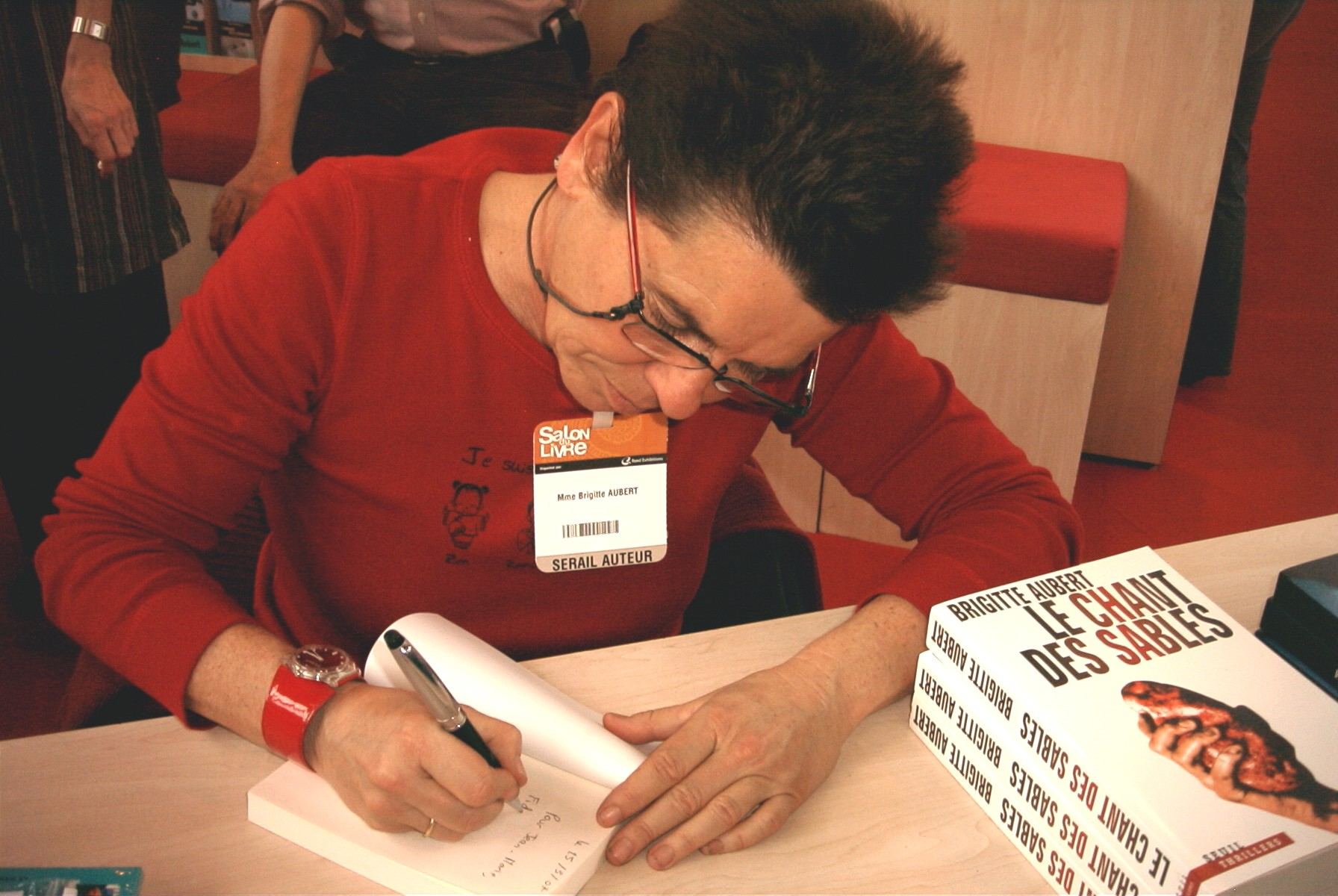
Brigitte Aubert (2007)

Brigitte Aubert (* 17. März 1956 in Cannes) ist eine französische Schriftstellerin.
Aubert gilt als eine bedeutende Autorin von Kriminalromanen in Frankreich. Daneben schreibt sie auch Drehbücher und produziert die Série Noire für das französische Fernsehen. 1997 erhielt sie für ihren dritten Roman Im Dunkel der Wälder den Grand prix de littérature policière.

## Werke (Auswahl)
- 1992: Die vier Söhne des Doktor March (Les Quatre Fils du docteur March)
- 1993: Marthas Geheimnis (La Rose de fer)
- 1996: Im Dunkel der Wälder (La Mort des bois)
- 1997: Karibisches Requiem (Requiem caraïbe)
- 1998: Sein anderes Gesicht (Transfixions)
- 2000: Tod im Schnee (La Mort des neiges)
- 2001: Nachtlokal (Descentes d’organes)
- 2002: Schneewittchens Tod (Funérarium)
- 2002: Der Puppendoktor (Le Couturier de la mort)